# Аравансай
Араванса́й (узб. Aravonsoy/Aravonsoy) или Арава́н — река (сай) в Ферганской долине, протекающая по территории Узбекистана и Кыргызстана. В настоящее время впадает в канал Шахрихансай (проведённый по её руслу в низовьях).
В верхнем течении (до слияния с притоком Акарт) сай носит название Гезарт, далее (до слияния с притоком Киргизата) — Чиле, затем (до слияния с притоком Косчан) — Ишкеджан.

## Общее описание
Длина реки составляет 90 км, площадь бассейна — 464 км².
По своему режиму Аравансай является характерной рекой ледникового питания. В его бассейне находится 18 сравнительно крупных ледников общей площадью 49,1 км². Полноводный период длится с марта по сентябрь. В период вегетации 80 % стока реки направляется на орошение посевов. В значительной части питание является снеговым или приходится на подземные воды (последние составляют около 1/3 годового стока). В низовьях река является незамерзающей, однако в летние периоды часто пересыхает из-за разбора вод на ирригационные нужды.

## Течение реки
Гезарт образуется от ледника Гезарт на хребте Кичик-Алай (Кыргызстан), на высоте около 3950 м. В горной части образует узкие и глубокие ущелья. Пройдя горный участок, течёт в Наукатской котловине, где расположен первый конус выноса реки. Здесь Чиле вбирает притоки Киргизата и Косчан, приобретая название Аравансай. Затем река прорезает небольшой горный хребет Кара-Чатыр. Долина сая на этом участке 3 раза меняет ширину, уменьшаясь при прохождении через известняковые массивы и увеличиваясь в сланцевых. Ниже Кара-Чатыра река оказывается на равнинной территории Ферганской долины, где её сток практически целиком направляется на орошение через каналы-отводы.
В низовьях на берегу Аравансая стоит посёлок городского типа Араван. Затем сай пересекает государственную границу Кыргызстана и Узбекистана, выходя в Асакинский район Андижанской области. Здесь его воды также используются для полива.
На предустьевом участке река из-за разбора стока обычно полностью обезвоживается, и в летние месяцы пролегает в виде сухого русла. Между кишлаками Кулла и Бешмурза Аравансай впадает в канал Шахрихансай, проложенный далее по историческому руслу реки.